# FC Montceau
Der Football Club Montceau Bourgogne oder kurz FC Montceau ist ein französischer Fußballverein aus Montceau-les-Mines. Seine Klubfarben sind Rot und Weiß; die Ligamannschaft spielt im Stade des Alouettes, das eine Kapazität von 6.000 Plätzen aufweist.

## Geschichte
Gegründet wurde der Verein 1948, als sich zwei örtliche Klubs, Sporting Club Montceau und die Union Sportive aus der Nachbargemeinde Blanzy, zur US Blanzy-Montceau zusammenschlossen. Der Neuling aus der burgundischen Bergbauregion stieg bereits 1949 in die höchste Amateurliga (CFA) auf und erreichte 1950/51 erstmals auch die landesweite Hauptrunde im Pokalwettbewerb. Bis Anfang der 1960er Jahre hielten die mineurs („Bergmänner“) dieses Niveau, dann erfolgte – parallel mit dem Bedeutungsverlust des regionalen Bergbaus – auch sein sportlicher Niedergang. 1967 erfolgte die Umbenennung in Entente Montceau-les-Mines, und gut ein Jahrzehnt danach kehrten Montceaus Fußballer aus der regionalen Division d’Honneur wieder ins landesweite Blickfeld zurück. Zwischen 1982 und 1990 spielten sie für sieben Saisons – ab 1984 unter dem Namen FC Montceau – sogar in der professionellen Division 2. In den 1980er Jahren entwickelte sich auch die Rivalität zu zwei anderen Klubs aus der Region: Auseinandersetzungen der mineurs mit dem CS Cuiseaux-Louhans und insbesondere gegen den nur 25 km von Montceau entfernt beheimateten FC Gueugnon (als forgerons, deutsch: „die Schmiede“, bezeichnet) wurden nicht nur auf dem Spielfeld, sondern wiederholt auch zwischen den Anhängern der Klubs auf den Tribünen ausgetragen. Die Vereinsführung des FC Montceau beklagte in dieser Zeit zudem wiederholt die mangelhafte finanzielle Unterstützung durch die Gemeinde; diese hatte allerdings selbst mit den Auswirkungen des fortlaufenden wirtschaftlichen Strukturwandels zu kämpfen: 1992 schloss der letzte örtliche Untertagebau seine Pforten. Bereits 1991 wurde der Verein aufgrund seiner Überschuldung aus der dritten in die vierte Liga strafversetzt, ein Jahr später stieg er, diesmal aus sportlichen Gründen, noch eine Klasse tiefer und anschließend sogar in Burgunds Division d’Honneur ab. Seit Beginn des 21. Jahrhunderts tritt der FC wieder in den landesweiten Amateurspielklassen, also auf fünft- bzw. vierthöchstem Liganiveau, an.

## Ligazugehörigkeit und Erfolge
Profistatus besaß der Verein von 1984 bis 1989; der höchsten französischen Spielklasse hat er bisher noch nie angehört. Aktuell (2013/14) spielt er in der höchsten Amateurliga (CFA) und somit viertklassig. Im Landespokal (Coupe de France) stand er bisher in 16 Spielzeiten in der Hauptrunde, zuletzt 2011/12. Seinen größten Erfolg hierbei erreichte der seinerzeit viertklassige Klub mit dem Erreichen des Halbfinales 2006/07, als er auf dem Weg dorthin mit Girondins Bordeaux und Racing Lens sogar zwei Erstligisten ausschalten konnte, ehe er dem FC Sochaux – und das erst nach Verlängerung – unterlag. Diese drei Spiele bestritt die Mannschaft im „feindlichen“ Stade Jean Laville von Gueugnon; das Halbfinale wurde zudem auf dem zentralen Platz von Montceau-les-Mines auf einer großen Leinwand übertragen.

## Bekannte ehemalige Spieler und Trainer
- Camille Cottin (Trainer 1957–1961)
- Léon Desmenez (1980–1984)
- Denis Goavec (1981–1988)
- Luc Holtz (1989–1990)
- Jean-François Jodar (Spielertrainer 1983/84, Trainer 1984–1987)
- Patrick Parizon (1958–1967, als Jugendlicher)
- Roland Wagner (1985–1987)

Auch der FIFA-Schiedsrichter Clément Turpin gehört schon seit seiner Jugend dem FC Montceau an.